# Radiata
I Radiati (Radiata Hyman, 1940) sono uno dei due grandi raggruppamenti in cui vengono suddivisi gli animali eumetazoi. La distinzione dall'altro grande raggruppamento, Bilateria, si basa esclusivamente sul piano di simmetria della loro morfologia: i Radiata presentano infatti simmetria radiale mentre i bilateri sono caratterizzati da un unico piano di simmetria.
Questa distinzione rispecchia una scissione parzialmente in accordo con la filogenesi degli eumetazoi. Se da un lato i bilateri sono certamente monofiletici, i radiati appaiono come un gruppo parafiletico, in quanto gli ctenofori derivano da un antenato comune ai bilateri, ma non ancora provvisto di un singolo piano di simmetria. Secondo un'altra ipotesi meno seguita (Zrzavý e Hypša, 2003) cnidari, ctenofori e placozoi avrebbero una stretta relazione evolutiva.

## Ramo Radiata
Animali organizzati su più piani di simmetria, i radiati comprendono due soli phyla: Cnidari e Ctenofori, dal corpo divisibile da diversi piani che si intersecano in un asse verticale passante per la bocca detto asse di simmetria attorno al quale ruotano le varie sezioni del corpo (antimeri).
Il corpo, quindi, è come se si irradiasse da quest'asse centrale ed è in grado di rispondere in egual modo agli stimoli provenienti da qualsiasi direzione.
Un tempo erano chiamati unitariamente celenterati, accomunando l'assenza di una regione cefalica definita alla presenza di un'unica cavità del corpo (celenterio o celenteron). In questi animali gli organi principali sono molto semplici ed il corpo è formato da due soli foglietti di cellule, uno gastrale di origine endodermica ed uno dermale di origine ectodermica, qualificando la condizione diblastica.
Sono accomunati come eumetazoi radiati le meduse, i coralli o gli anemoni di mare, dalla reale simmetria raggiata anche interna.

## Animali a falsa simmetria radiale
Quest'ultima caratteristica, la simmetria raggiata anche interna, permette di differenziarli dagli echinodermi, che hanno una simmetria raggiata solo all'esterno.
Tali organismi (ricci, stelle di mare) derivano da antenati bilateri e, nelle loro fasi di accrescimento, subiscono una modificazione strutturale da larve a simmetria bilaterale ad adulti raggiati. Tale simmetria radiale secondaria è un adattamento alla vita acquatica di organismi sessili o bentonici, che necessitano di interagire a 360 gradi con l'ambiente esterno.
Visti i forti caratteri di primitività, possono rientrare nella definizione strutturale (ma non evolutiva) di radiati anche i poriferi di forma regolare.

### Classificazione Radiati
- Phylum Coelenterata o Cnidaria (Celenterati o Cnidari)
  - Hydrozoa (Idrozoi)
  - Scyphozoa (Scifozoi)
  - Cubozoa (Cubozoi)
  - Anthozoa (Antozoi)
- Phylum Ctenophora (Ctenofori)
  - Tentaculata (Tentacolati)
  - Nuda (Nudi o Atentacolati)